# بلود+
بلود+ أو +BLOOD (باليابانية: ブラッドプラス) (ويلفظ: بلود بلص) هو مسلسل أنمي ياباني من إنتاج شركتي برودكشن آي جي وأنبليكس ومن إخراج جونتشي فوجيساكو. شاركت فوجيساكو في إخراج مسلسل الأنمي وكتابة قصة فيلم"Blood: The Last Vampire" التي استوحت منها قصة المسلسل. بدأ بث المسلسل في 8 أكتوبر 2005 في قناة سوني الفضائية للأنمي وقناة أنيماكس عدة محطات تلفزيونية أرضية في أنحاء اليابان مثل MBS، TBS، وRKB وذلك في يوم 8 أكتوبر 2005. أذيعت الحلقة الأخيرة منه في 23 سبتمبر 2006.

## القصة
القصة المسلسل مستوحاة من فيلم الأنمي Blood: The Last Vampire (يترجم: الدم: مصاص الدماء الأخير) الذي عُرض عام 2000 ولكن لا يوجد في المسلسل سوى عدد قليل من الإشارات والعناصر الأساسية الموجودة الفيلم. وتدور أحداث المسلسل حول سايا مصاصة دماء التي تقوم بقتل الوحوش المسماة كايربتران بواسطة سيفها، لكنها فقدت ذاكرتها قبل سنة من احداث المسلسل ولم تعد تتذكر أي شيء عن ماضيها وهي الآن طالبة في المدرسة الثانوية. تقع الأحداث قرب القاعدة العسكرية الأمريكية في جزيرة أوكيناوا باليابان.
حيث تبدأ قصة سايا بحادث يقع في مدرستها أثناء عودتها لجلب حذائها الذي نسيته هناك بعد الحلول. تتعرض في تلك الأثناء لهجوم من قبل أحد الوحوش فتفر هاربة، لكن هاجي يعطيها من دمه فقد كان يقوم بذلك كل ما استيقظت من السبات العميق، تبدأ القصة من هنا وتبدأ الحرب بين ديفا وفرسانها ضد سايا وفارسها هاجي ومنظمة الدرع الأحمر.

## الشخصيات

### عائلة مياغوسكو
- جورج مياغوسوكو

هو جندي أمريكي مقيم في أوكيناوا، كان قد خدم في الحرب الفيتنامية والآن أب لثلاثة أطفال بالتبني هم سايا وكاي وريكو. كانت زوجته وابنته قد ماتتا في حادث سيارة قبل سنوات.
- سايا أوتوناشي

طالبة في المدرسة الثانوية. بعد أن فقدت ذاكرتها تعيش الآن حياة عادية إلا أنها تعاني أحيانا من تذكر مناظر للحرب والكثير من الدماء. لها خاصية دموية تميزها عن الناس وتجعلها قادرة على محاربة الوحوش وقتلها دون خوف. كانت قد شاركت في الحرب الفيتنامية في عمليات القتل العشوائي. قررت منظمة الدرع الأحمر استعمالها كأداة لقدراتها العالية.

### فرسان سايا
- هاجي

فارس سايا شاب مميز (أحلى واحد بالنسبة لي shadow boy) معنى اسمه الفتى ذو القلب الصافي
حصل على دم سايا عندما كان شابا في يوم عيد ميلاد جويل الأول.
بالنسبة له فإن الجميع يحسده على الولاء الذي يقدمه لسايا رغم أنه تعرض للموت كثيرا في الحلقة 23 و 26 وعدة حلقات أخرى.
في النهاية أنا ماشفت إلا لين حلقة 50 وحلقة خمسين مجهولة وماتنتهي النهاية المطلوبة.

### ديفا وفرسانها
- ديفا

أخت سايا إحتجزها أنسل جولد سميث ليجري عليها تجاربه الخاصة لكن باب القدر قد فتح وقامت سايا باقتحام سجن ديفا وإخراجها من السجن الذي دام 25 سنة كاملة.
- آنسل جولد سميث

هو أول فارس لديفا، فبمجرد ما أطلقت سايا صراح ديفا جرى أنسل جولد سميث وراء ديفا طلبا لدمها المميز.
- سولمون

هو ثاني أفضل شخصية بالنسبة لي، من أول ظهور له بدا عليه أنه شاب رائع ولطيف، حتى انتهى به المطاف في موته عندما ساعد سايا بعد أن قرر اعتزال منصبه كفارس لديفا من أجل أن يحيى مع سايا حياة رائعة خالية من الكراهية.

### منظمة الدرع الأحمر
منظمة تكونت من أجل القضاء على الخفافيش أو مصاصو الدماء أو الجرذان كلها ذكرت في الأنمي وديفا، رئيسها هو جولد سميث الباقي.
- جولد سميث الباقي

هو حفيد جويل هدفه هو القضاء على ديفا كأي فرد في المنظمة ولكن هدفه الأكبر هو معرفة ماحدث للساعة الخاصة بجده الأول جويل.
- ديفيد الباقي

ديفيد شخصية مميزة تحمل حبا للعمل وتكره كلمة غدا يحب كلمة الآن بشكل غير طبيعي لديه مسدس ورثه عن جده الأول الذي قاتل في حرب فينتام الذي كان هدفه أن يحمي سايا لذلك ترى اهتمام ديفيد غير طبيعي لينفذ حلم جده الأول وهو الاعتناء بسايا.
- لويس

## روابط خارجية
- بلود+ على موقع IMDb (الإنجليزية)
- بلود+ على موقع ميتاكريتيك (الإنجليزية)
- بلود+ على موقع ميتاكريتيك (الإنجليزية)
- بلود+ على موقع روتن توميتوز (الإنجليزية)
- بلود+ على موقع نتفليكس (الإنجليزية)
- بلود+ على موقع فيلمافينيتي (الإسبانية)
- بلود+ على موقع كينوبويسك (الروسية)
- بلود+ على موقع ألو سيني (الفرنسية)
- بلود+ على موقع قاعدة بيانات الفيلم (الإنجليزية)
- بلود+ على موقع ANN anime (الإنجليزية)
- موقع «بلود+» (باليابانية)
- صفحة «بلود+» على موقع برودكشن آي جي (بالإنجليزية)
- مصادر ومعلومات عن أنمي «بلود+» - شبكة أخبار الأنمي (بالإنجليزية)